# Desert Land
Desert Land är den tredje skivan från den svenska kristna power metalgruppen Narnia.

## Låtlista
1. Inner sanctum
2. The witch & the Lion
3. Falling from the throne
4. Revolution of mother earth
5. The light at the end of the tunnel (instrumental)
6. Angels are crying
7. Walking the Wire
8. Misty Morning (instrumental)
9. Trapped in this age